# George Samuel Perrottet
Georges Samuel Perrottet (23 febbraio 1790 – Puducherry, 13 gennaio 1870) è stato un botanico svizzero.

## Biografia
Nel 1819-1821, dopo aver lavorato per qualche tempo al Jardin des Plantes di Parigi, si unì a una spedizione scientifica destinata a Caienna, Réunion, l'isola di Giava e le Filippine, comandata da P.H. Philibert. Il suo compito era raccogliere piante da trapiantare nella Guyana francese per la coltivazione; Nel 1824 fu nominato per dirigere un avamposto amministrativo e una compagnia commerciale in Senegambia (ora Senegal e Gambia), Africa occidentale, dove fece ulteriori esplorazioni. Prima di tornare in Francia nel 1829, esplorò anche l'isola di Gorée e Capo Verde.
Dopo aver pubblicato Flora Senegambiae Tentamen (1830-1833) con J.B.A. Guillemin e A. Richard, Perrottet fu assegnato dal Museo di Storia Naturale di Parigi al giardino botanico di Pondicherry, in India, come botanico. Tornò in Francia nel 1839, dedicandosi alla produzione della seta e pubblicando Art de l'indigotier nel 1842. Tornò nuovamente in India e lavorò come botanico per il governo a Pondicherry dal 1843 fino alla sua morte.